# 駿河方言
駿河方言（するがほうげん）は、静岡県の旧駿河国地域で話されている日本語の方言である。狭義の静岡弁である。方言区画ではナヤシ方言の静岡弁に属す。
駿河方言のなかでも東部は関東・伊豆的、西部は遠州的であり、東西で隣接地域と連続的に遷移する要素が多く、駿河のみで見いだされる要素はない。特に富士川を境にして差異が大きく、富士川以東の方言は伊豆方言に近い。いっぽうで、静岡市周辺などでは過去形の「…け」など、日本全国を見渡しても非常に珍しい古い語法が残っているものもある。
旧井川村周辺地域は言語島であり非常に特殊である。井川方言を参照。

## 音声
アクセントは東京と同じ中輪東京式アクセントであるが、三拍名詞では、富士川以東の東部方言では「朝日・油・命・心・姿・涙・火ばし・枕」など、第5類に属する語が「あさひ」のように中高型となる。
富士川以東では母音の無声化が起こり、西関東方言的な特徴も併せ持つ。
また連母音の融合が広く聞かれる。

## 主な文法
- 断定の助動詞は東日本方言の特徴である「だ」である。

- 打ち消しは「ない、ねえ、ねぁ」を用いる。西日本要素である「ん」との境界は大井川を通っており、この点で遠州方言とは明確に区別される。島田市・川根本町付近では両者を併用する。

- 活用はワ行五段動詞は促音便、形容詞連用形は非音便でともに東日本方言の特徴であるが、サ行五段動詞はイ音便である。例）うついた（写した）

- 命令形は富士川を境に東は「…ロ」であり、西側は「…ロ」、「…ョー」を併用する[2]。

- 推量は｢ずら、ら｣を用いるが、富士川以東では関東要素の「ベー」も用いる。最近では三河、遠州方面から広まったと考えられる「だらー」も頻用される。

- 順接の接続助詞には「から」の他に、東海地方周辺で広く用いられる「で」「もんで」「もんだで」を用いる。

- 逆接の接続助詞には「けど」の他にも、富士川以西で「けんが」「けえが」や「けん」を用いる（中国方言・四国方言・九州方言（薩隅方言を除く）で使われる「けん」は順節の接続助詞であり、「〜から」という意味であるので意味が正反対である）。この用法は大井川を超えて、天竜川手前の磐田市付近まで見られる。

- 意思、勧誘は富士川以西では「…ざあ」「…ず」を用い、富士川以東では主に「…べー」が用いられる。

- 静岡市周辺（静岡市から大井川に至る地域）では過去形は「…け、…き」を用いる。例）赤っけ（赤かった）、にゃーっき（無かった）。この用法は大井川を超えて磐田市付近までみられる。